# Mesochorus jucundus
Mesochorus jucundus är en stekelart som beskrevs av Léon Abel Provancher 1883. Mesochorus jucundus ingår i släktet Mesochorus och familjen brokparasitsteklar. Inga underarter finns listade i Catalogue of Life.